# Крозон сир Вовр
Крозон сир Вовр (фр. Crozon-sur-Vauvre) насеље је и општина у централној Француској у региону Центар (регион), у департману Ендр која припада префектури la Châtre.
По подацима из 2011. године у општини је живело 378 становника, а густина насељености је износила 13,65 становника/km². Општина се простире на површини од 27,69 km². Налази се на средњој надморској висини од 420 метара (максималној 450 m, а минималној 237 m).

## Демографија
| 1962. | 1968. | 1975. | 1982. | 1990. | 1999. | 2011. |
| ----- | ----- | ----- | ----- | ----- | ----- | ----- |
| 618   | 733   | 625   | 543   | 450   | 388   | 378   |

График промене броја становника у току последњих година